# 薩伊共和國
扎伊尔共和国（法語：République du Zaïre）是1971年10月27日到1997年5月17日期间，今日刚果民主共和国使用的国名。扎伊尔是由葡萄牙語從剛果語Nzadi一詞中衍生，其意思為：「一條吞噬所有河流的河」。扎伊尔共和国的終身總統是獨裁者蒙博托。1997年蒙博托被推翻后，扎伊尔共和国的国名改回刚果民主共和国。

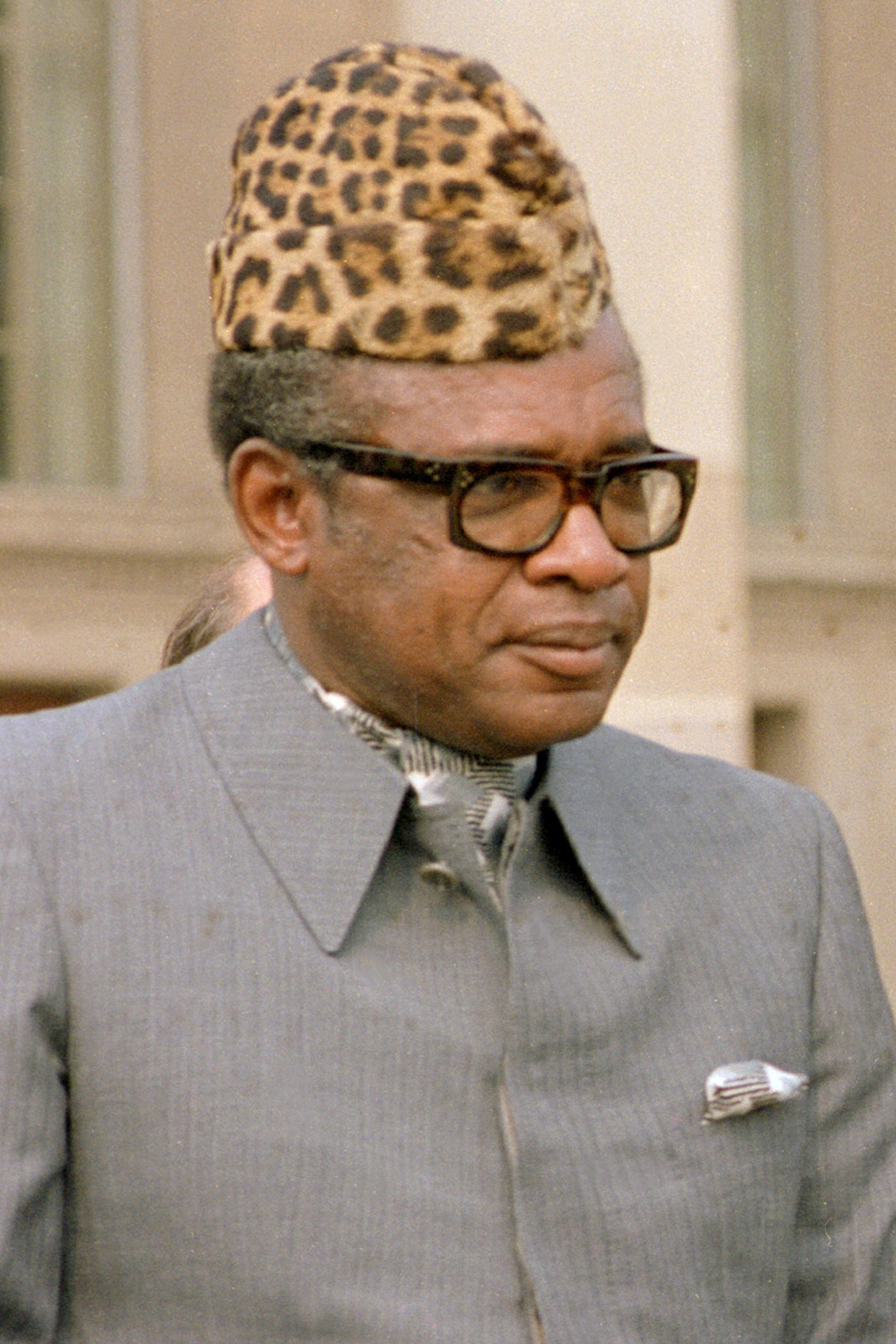
扎伊尔总统蒙博托，1983年

## 历史
1965年11月24日，时任刚果国民军总司令的蒙博托发动政变，推翻卡萨武布总统，行使国家最高权力，开始了其长达32年的个人独裁。
1966年6月30日，蒙博托下令首都利奥波德维尔改名为金沙萨，相应地，刚果民主共和国的简称由刚果（利）改为刚果（金）。
1967年6月30日，刚果民主共和国实行人民革命运动领导的一党制。
1971年10月27日，蒙博托以“去殖民主义化”、泛非洲主义的名义，改国名为扎伊尔共和国，以防止与以布拉柴维尔为首都的刚果共和国混淆。
1973年10月起，蒙博托在经济、政治领域清除原比利时殖民痕跡，史称“扎伊尔化”运动。
1977年及1978年，苏联两度支持蒙博托的政治对手朗洛·卡比拉组织雇佣军20,000人，以安哥拉为基地入侵扎伊尔南部加丹加省，企图颠覆蒙博托政权，但均以失败告终。
1990年4月24日，蒙博托迫于国际压力，宣布成立第三共和国，取消革命人民运动的唯一执政党地位，改行多党制。
1996年年底，因人民不满蒙博托政权专制腐败，以及卢旺达大屠杀给该国造成的难民潮和经济负担，第一次刚果战争爆发，蒙博托的总统地位摇摇欲坠。
1997年5月16日，卡比拉领导的反政府武装解放刚果民主力量同盟的部队攻入首都金沙萨，蒙博托宣布放弃总统权力，并前往摩洛哥首都拉巴特流亡，不久病逝。
同年5月17日，反政府武装全面控制金沙萨，卡比拉宣布就任新总统，并将国名恢复为刚果民主共和国，扎伊尔共和国就此成为历史。

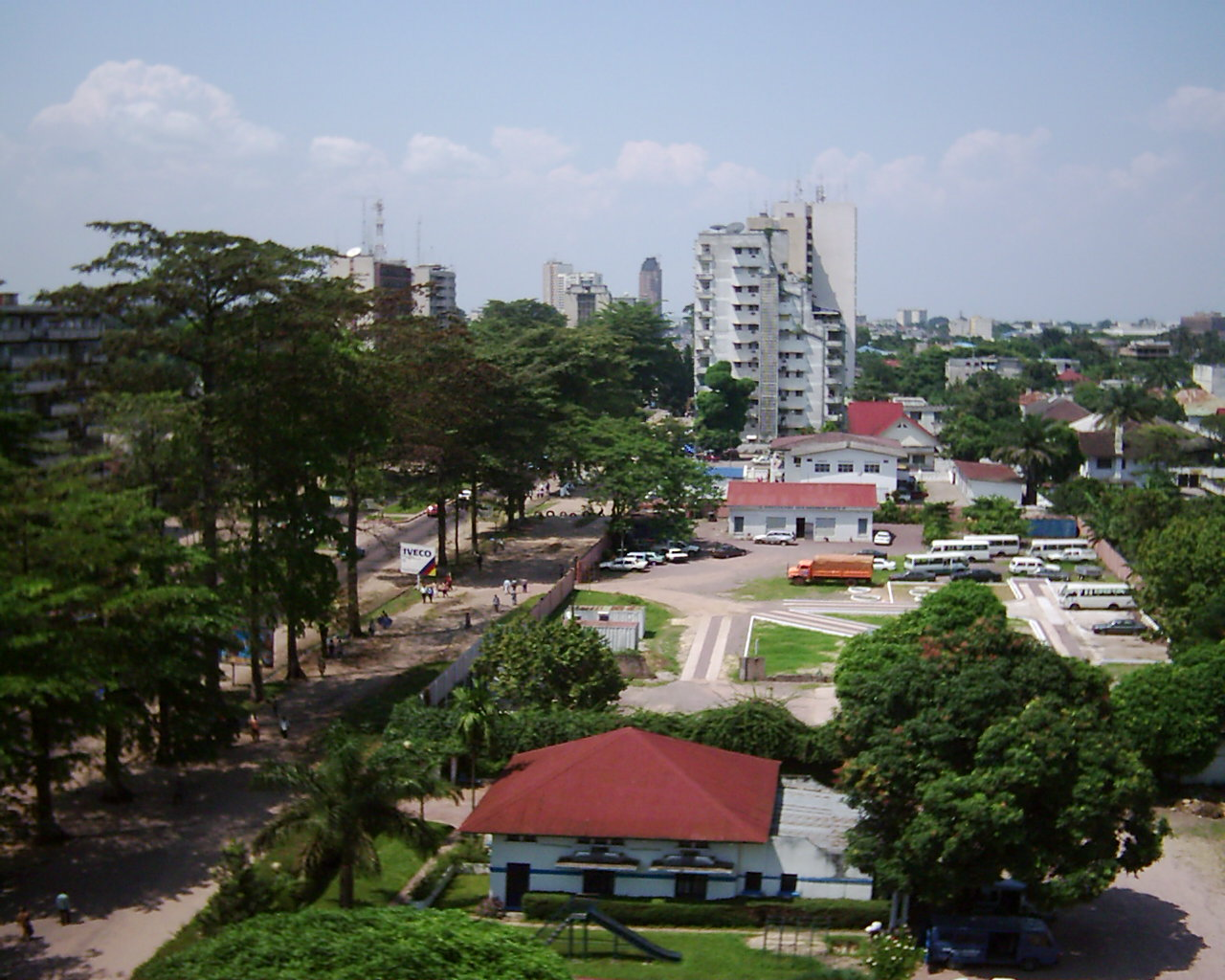
金沙萨市貌，1990年

## 经济
1965年11月蒙博托发动军事政变上台执政以后，政局开始稳定，经济逐渐恢复。1969-1974年国内生产总值年均增长5.2%。1973年底实行「扎伊尔化」后，扎伊尔工农业生产急剧下降，经济陷入困境。
1977年11月，扎伊尔政府实行“蒙博托计划”，以振兴经济。进入1980年后，铜价长期下跌，经济进一步恶化。1973—1983年间国内生产总值年均下降1％。1984—1988年由于矿业收入增加经济稍有恢复。但是，1989年起，经济增速连续下降，据统计，1989年下降2％，1990年下降3％，外债高达100多亿美元，国库枯竭，财政赤字猛增，通货膨胀高达4位数，货币加速贬值，物价飞涨，人民苦不堪言。
1990年蒙博托开始实行多党制民主，但是，随之而来的却是政局多变，社会动荡，经济崩溃。1990年，扎伊尔国内生产总值为75.4亿美元，人均国民生产总值仅220美元，在1988—1992年间年均下降2.2％。1993年，扎伊尔沦为世界上最不发达国家之一。
国内生产总值（1995年）：141亿新薩伊
人均国内生产总值（1995年）：145美元
国内生产总值增长率（1995年）：-0.6%
汇率（1996年12月）：1美元=13万新薩伊
通货膨胀率（1995年）：542%

### 农业
1995年，扎伊尔全国可耕地1亿公顷，已耕地近600万公顷。扎伊尔农业落后，除农场和种植园外，一般农民仍停留在刀耕火种的阶段，全国每年需进口粮食30万吨左右。
畜牧业主要饲养牛、马、骡、驴、羊、猪等，家禽以鸡为主。主要粮食作物有玉米、木薯、稻米、花生、芭蕉、豆类等；主要经济作物有棕油、咖啡、橡胶、可可等。
1996年，农业产值占国内生产总值的10%左右。

### 工业
矿业是扎伊尔经济的重要支柱，1996年其产值占国内生产总值的25%，出口值占出口总值的66%。
另有食品、纺织、制鞋、化学、制药、电器、汽车装配、木材加工和建材等工业，但很落后。
1995年，轻工业产值占国内生产总值的1.3%。

## 军事
政府军为扎伊尔共和国武装力量，1972年启用此名。编有陆、海、空3个军种。1997年，蒙博托政权倒台前，三軍共有5万人。
总统蒙博托兼任武装力量统帅，通过国防部和总参谋部对全国武装力量实施领导和指挥。最高国防决策机构为最高国防委员会。
国防部是最高军事行政机关，最高军事指挥机构为总参谋部。
扎伊尔实行志愿兵役制，武装力量节为11月27日。

## 外交
扎伊尔奉行亲西方、反蘇聯的外交政策，同比利时、美国、法国和西德关系密切，同苏联及后来的俄罗斯则长期冷淡，但与中华人民共和国关系友好。1977和1978年，扎伊尔谴责苏联企图颠覆蒙博托政权。
扎伊尔在安哥拉内战期间曾长期支持反政府的争取安哥拉彻底独立全国联盟（安盟），至1983年兩國才结束敌对状态。
刚果人民共和国、坦桑尼亚同扎伊尔关系时好时坏，卢旺达和布隆迪与薩伊关系友好。
扎伊尔在西撒哈拉问题上支持摩洛哥的立场，薩伊曾于1984-1986年间一度中止在非洲统一组织内部的活动。